# Ordem Nacional das Colinas do Boé
Ordem Nacional das Colinas do Boé é uma das mais altas condecorações, junto com a Medalha Amílcar Cabral e a Ordem Nacional de Mérito, de Cooperação e Desenvolvimento, oferecidas pelo Presidente da República de Guiné-Bissau, com fundamento no artigo 68º da Constituição da República de Guiné-Bissau, sendo concedida por meio de decreto presidencial.
É agraciada, em princípio, em Bissau, capital da Guiné-Bissau, após uma deliberação conjunta do Governo com o Conselho de Ministros do país.

## Agraciados
- Mário Soares[1]
- Aníbal Cavaco Silva
- Vera Songwe
- Raimundo Pereira[2][3]
- Henrique Rosa[2][3]
- Manuel Serifo Nhamadjo[2][3]
- António Costa